# José Aurelio Suárez García
José Aurelio Suárez García (nascut el 18 de desembre de 1995) és un futbolista professional asturià que juga com a porter al club japonès Tokushima Vortis.

## Carrera de club
Nascut a Gijón, Astúries, Suárez va començar a jugar a futbol amb el CD Roces de la seva ciutat natal, passant al juvenil del FC Barcelona, La Masia, el 2011. Després de progressar a través de les seves files, va ser ascendit a l'equip B el 2014.
Suárez va jugar el seu primer partit com a professional el 31 de gener de 2015, en una victòria fora de casa per 1–4 contra el CE Sabadell FC pel campionat de Segona Divisió. La seva actuació va ser elogiada pels mitjans de comunicació.
El 30 de juliol de 2016 va debutar amb el primer equip del Barça, a les ordres de Luis Enrique Martínez, en un partit amistós de pretemporada contra el Celtic de Glasgow, que va acabar en victòria blaugrana per 1-3.
El 7 de juliol de 2017, després de ser titular habitual en l'ascens a segon nivell de l'equip B, l'agent lliure Suárez va signar un contracte de quatre anys amb el Girona FC de la Lliga. El 25 d'agost, però, va patir una lesió a l'espatlla que el va mantenir fora durant quatre mesos.
El 18 de gener de 2021, Suárez va rescindir el seu contracte amb el Girona, i va fitxar pel Gimnàstic de Tarragona de tercera divisió poques hores després. El 3 d'abril, va aconseguir el gol de l'empat a l'últim minut en un empat 2-2 a casa contra el Vila-real CF B.
El 12 de juliol de 2021, Suárez va tornar a la segona divisió després d'acordar un contracte de dos anys amb l'AD Alcorcón. Suplent de Dani Jiménez, va participar en tres partits en total abans de ser transferit al club japonès Tokushima Vortis el 28 de gener de 2022.

## Palmàrès
FC Barcelona
- Lliga Juvenil de la UEFA: 2013–14[16]